# Bârz
Bârz – wieś w Rumunii, w okręgu Caraș-Severin, w gminie Dalboșeț. W 2011 roku liczyła 24 mieszkańców. 